# K-431核潜艇
K-431是苏联的一艘核动力潜艇，隶属于675型“回声II”级。1985年8月10日，该艇在符拉迪沃斯托克（海参崴）附近的查日马湾船工厂进行反应堆换料时发生严重核事故，导致10人死亡，49人受到辐射伤害。《时代》杂志将这起事故列为“世界最严重的核灾难”之一。
蘇聯核動力潛艦K-431加完燃料後，正在更換反應器罐蓋。蓋子放置不正確，必須重新抬起並連接控制棒。本來應該有一根橫樑來防止蓋子被抬得太高，但是這根橫樑的位置不正確，導致帶有控制棒的蓋子被抬得太高。上午10:55，右舷反應器迅速進入臨界狀態，導致約5·1018次裂變和熱/蒸汽爆炸。爆炸噴出了新裝載的燃料，摧毀了機器外殼，破壞了潛艇的耐壓殼和後艙壁，並部分摧毀了加油艙，加油艙的屋頂掉落在70公尺外的水中。潛艦隨後發生火災，4小時後火災被撲滅，之後開始對放射性污染進行評估。杜奈半島西北部的大片地區受到嚴重污染。